# Петропавловка (Железинський район)
Петропа́вловка (каз. Петропавловка) — село у складі Железинського району Павлодарської області Казахстану. Входить до складу Михайловського сільського округу.
Населення — 223 особи (2021; 330 у 2009, 452 у 1999, 590 у 1989).
Національний склад станом на 1989 рік:
- росіяни — 65 %;
- німці — 20 %.